# ألفريد كاستلر
ألفريد كاستلر (بالفرنسية: Alfred Kastler)‏ (3 مايو 1902 - 7 يناير 1984) هو فيزيائي ألماني-المولد، فرنسي الجنسية وحائز على جائزة نوبل في الفيزياء عام 1966.
ولد كاستلر في «جوبفيلر» في منطقة الألزاس المتنازع عليها بين ألمانيا وفرنسا، ودرس في «كولمار» في الألزاس ثم انتقل ليكمل دراسته في مدرسة الأساتذة العليا في باريس عام 1921. بدأ بتدريس الفيزياء في 1926 في «ميليوز» ثم في جامعة بوردو زطل مدرسا فيها حتى عام 1941 حيث عاد لمدرسة الأساتذة العليا حيث حصل على مقعد في عام 1952.
بحث كاستلر في ميكانيكا الكم، والعلاقة بين الضوء والذرات والمطيافية. عمل كاستلر على مزيج من الرنين المغناطيسي والرنين البصري، وطور تقنية الضخ البصري. أدت هذه الأعمال إلى إكمال النظريات الخاصة بالليزر والمايزر.
ربح كاستلر جائزة نوبل في الفيزياء عام 1966 «لاكتشافه وتطوير الطرق البصرية لدراسة الرنين الهرتزلي في الذرات».

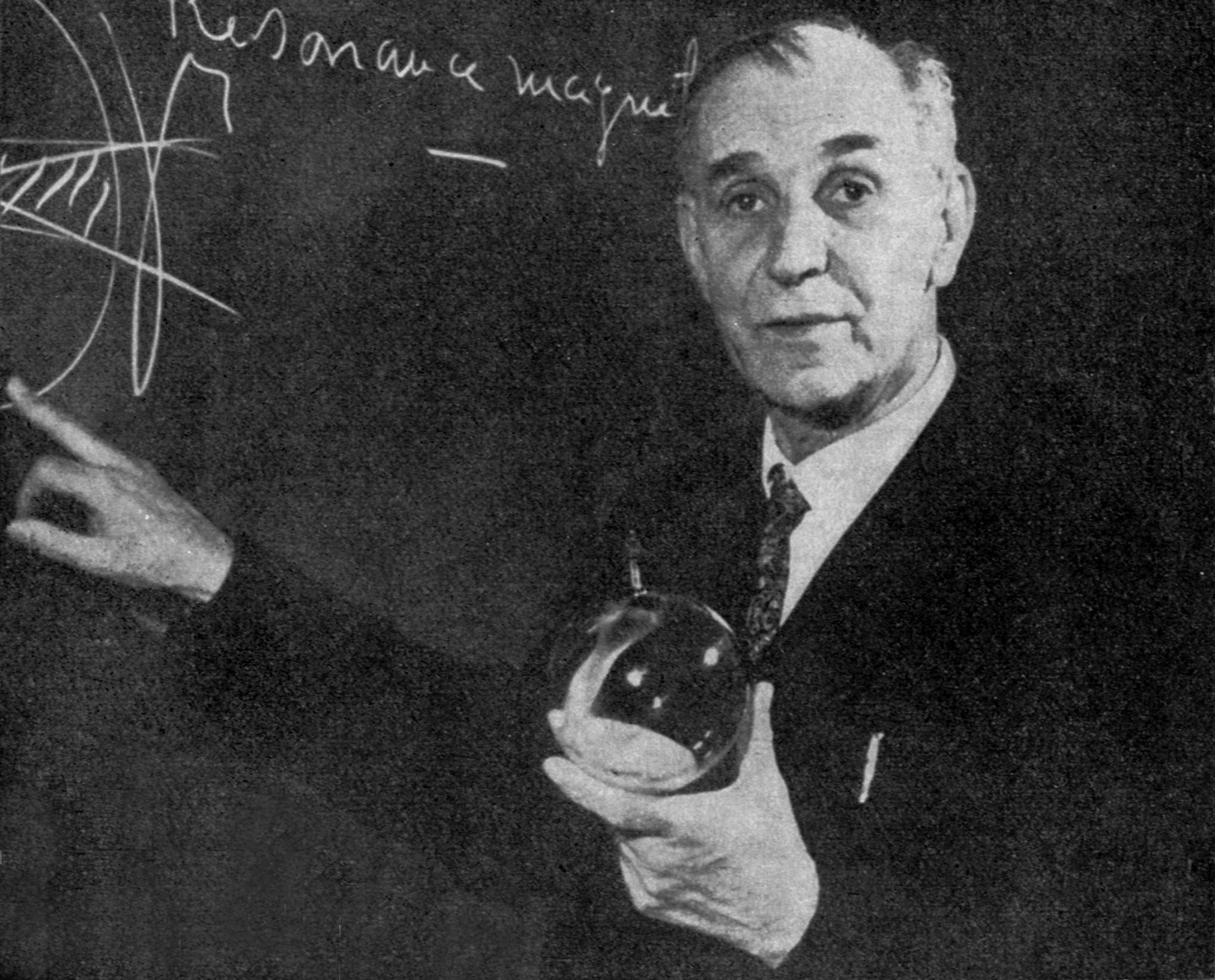
كاستلر كاليفورنيا. 1967

كان كاستلر رئيس معهد النظريات والتطبيقات البصرية.

## روابط خارجية
- ألفريد كاستلر على موقع الموسوعة البريطانية (الإنجليزية)
- ألفريد كاستلر على موقع مونزينجر (الألمانية)
- ألفريد كاستلر على موقع إن إن دي بي (الإنجليزية)